# Округ Ла Плата (Колорадо)
Ла Плата (енгл. La Plata County) је округ у америчкој савезној држави Колорадо. По попису из 2010. године број становника је 51.334. Седиште округа је град Дуранго.

## Демографија
Према попису становништва из 2010. у округу је живело 51.334 становника, што је 7.393 (16,8%) становника више него 2000. године.
| Група             | 2000.          | 2010.          |
| Белци             | 36.168 (82,3%) | 41.245 (80,3%) |
| Афроамериканци    | 136 (0,3%)     | 204 (0,4%)     |
| Азијати           | 177 (0,4%)     | 286 (0,6%)     |
| Хиспаноамериканци | 4.571 (10,4%)  | 6.056 (11,8%)  |
| Укупно            | 43.941         | 51.334         |